# Cordăreni
Cordăreni is een Roemeense gemeente in het district Botoșani.
Cordăreni telt 2062 inwoners.